# Pašmína

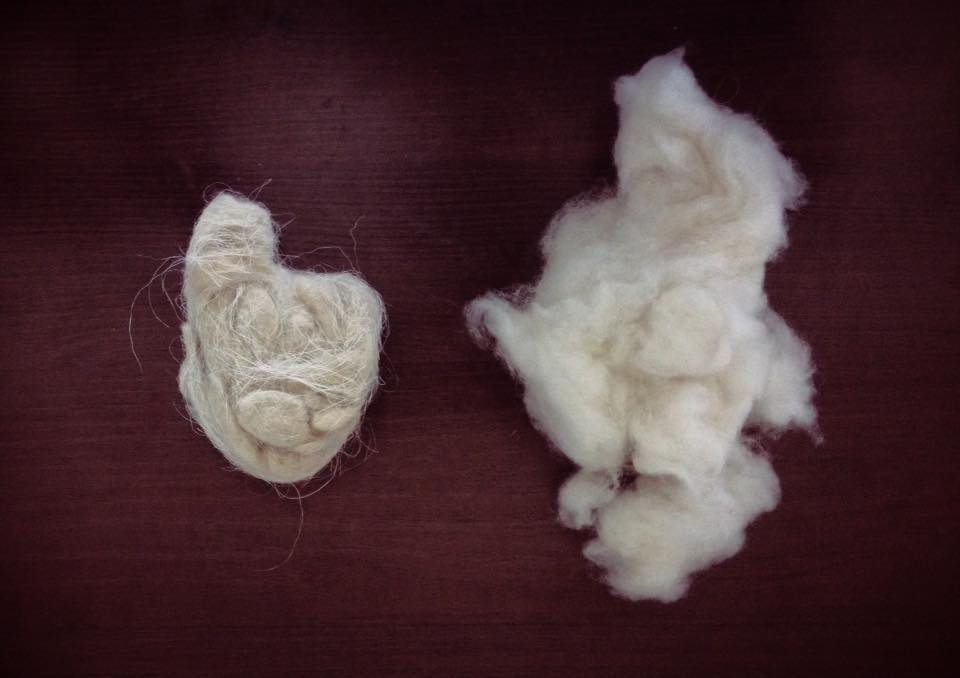
Pašmína: vlevo surová, vpravo (po odchlupení) vlákna z podsady

Pašmína je ušlechtilá forma kašmíru. Název pochází z perštiny (پشمینه‎ 'pašmina'), v níž označuje vlněnou látku.

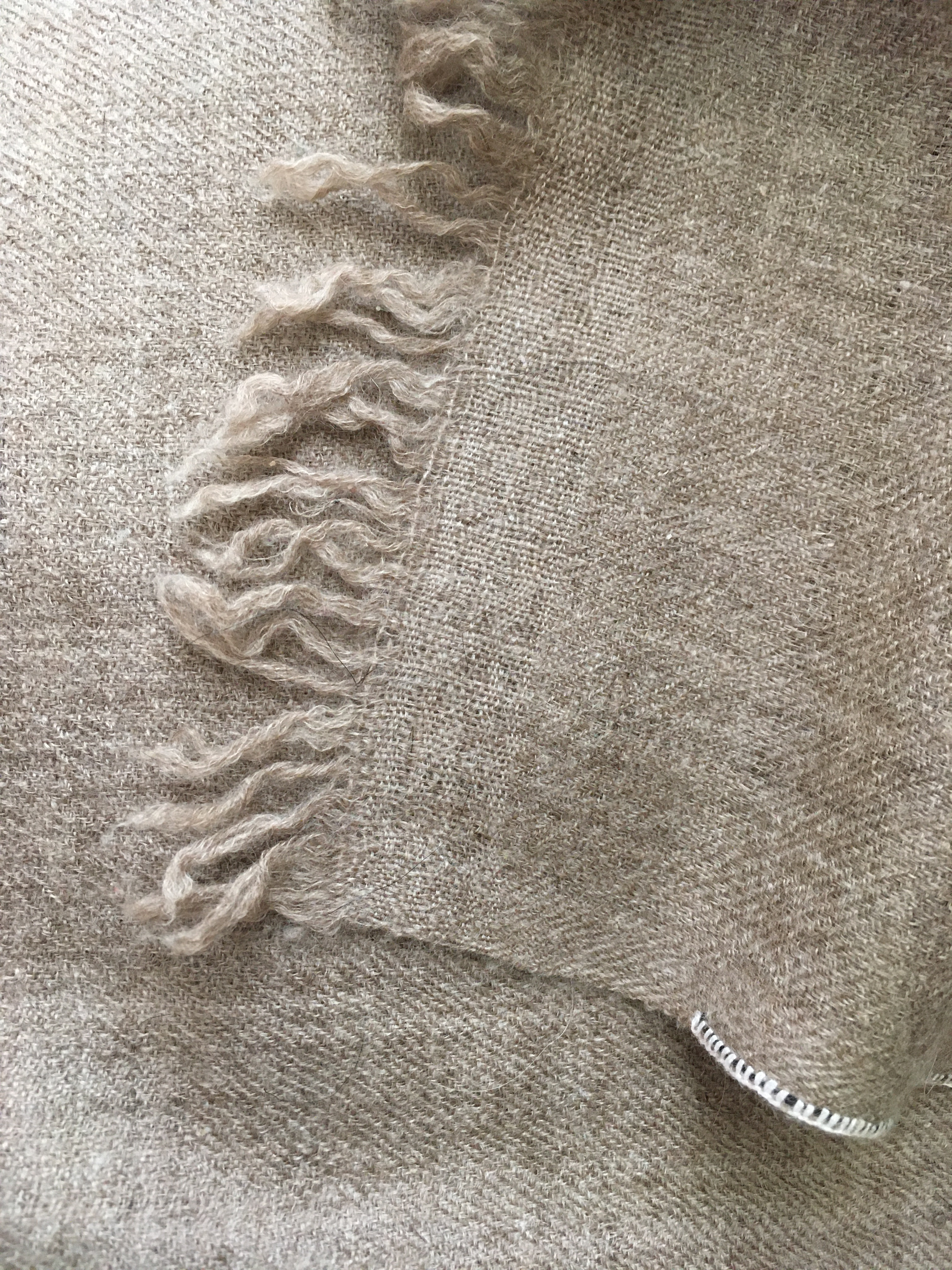
Ručně tkaný pašmínový šátek ve Šrínagaru v Kašmíru

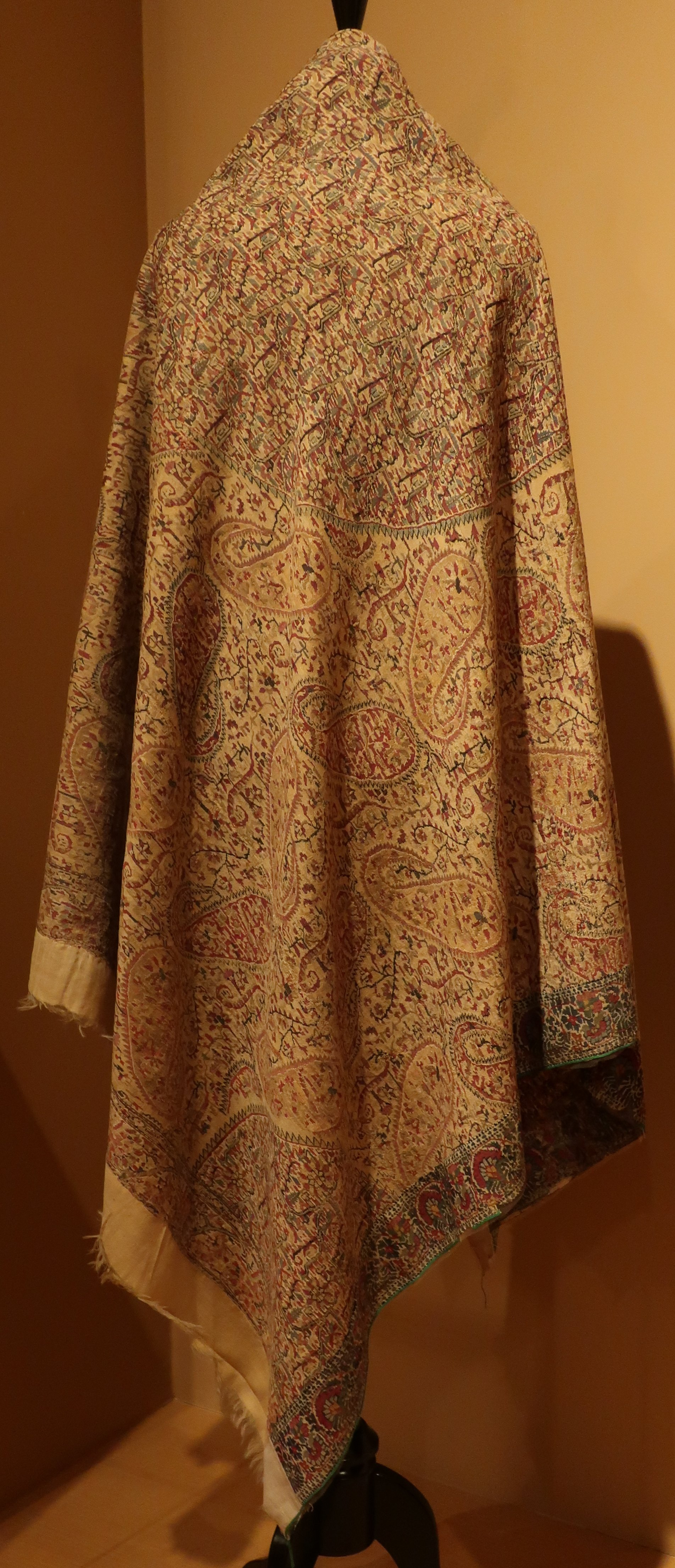
Přehoz z pašmínské vlny ze začátku 19. století (muzeum v Honolulu)

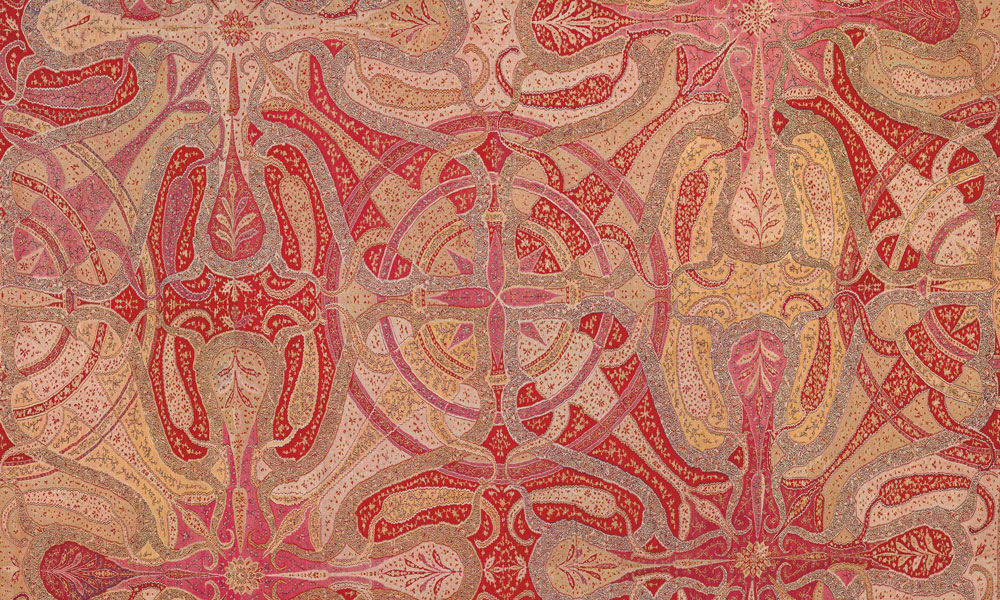
Detail šálu z pašmíny asi z roku 1840 (Simon Ray´s Gallery v Londýně 2006)

## Vlákna na pašmínové výrobky
Pašmína se získává ze srsti tibetských koz (čiang-ra) česáním (kartáčováním) nebo sběrem vláken zachycených na keřích a na pastvině. Vlákna z podsady (asi 70 % celkového obsahu srsti) mají průměr menší než 15 µm, tj. asi 5krát tenčí než lidské vlasy. Kozy poskytují každá 100 až 300 gramů srsti za rok, kvalita srsti závisí na nadmořské výšce, v níž kozy žijí – ve vyšších polohách poskytují kvalitnější vlnu s lepší izolační schopností.

## Textilní zpracování

### Výroba příze
Odchlupení se provádí ručně, na 50 g vláken je nutných 8 hodin práce, výtěžnost cca 35 % váhy surového rouna. Tuk a nečistoty se odstraňují potíráním malých chomáčků vláken rýžovou moučkou.
Chomáčky pak zjemňuje přadlena mezi prsty, zakrucuje, druží a navíjí na vřeteno kolovratu.
Informace o vlastnostech příze nebyly dosud zveřejněny. Z pokusů je známo, že se kvůli nízké pevnosti nechají pašmínové příze sotva zpracovat na mechanických tkacích strojích a na ručních stavech se tkají jemné šály jen ze skaných pašmínových přízí, např. ze 14 tex x 2.

### Výroba a zpracování tkaniny
Na tkalcovských stavech se protahuje ručně útek mezi osnovními nitěmi navinutý na malých cívkách. Typický kašmírový šál má 30–36 osnovních a 30–48 (výjimečně až 87) útkových nití na cm v keprové vazbě.

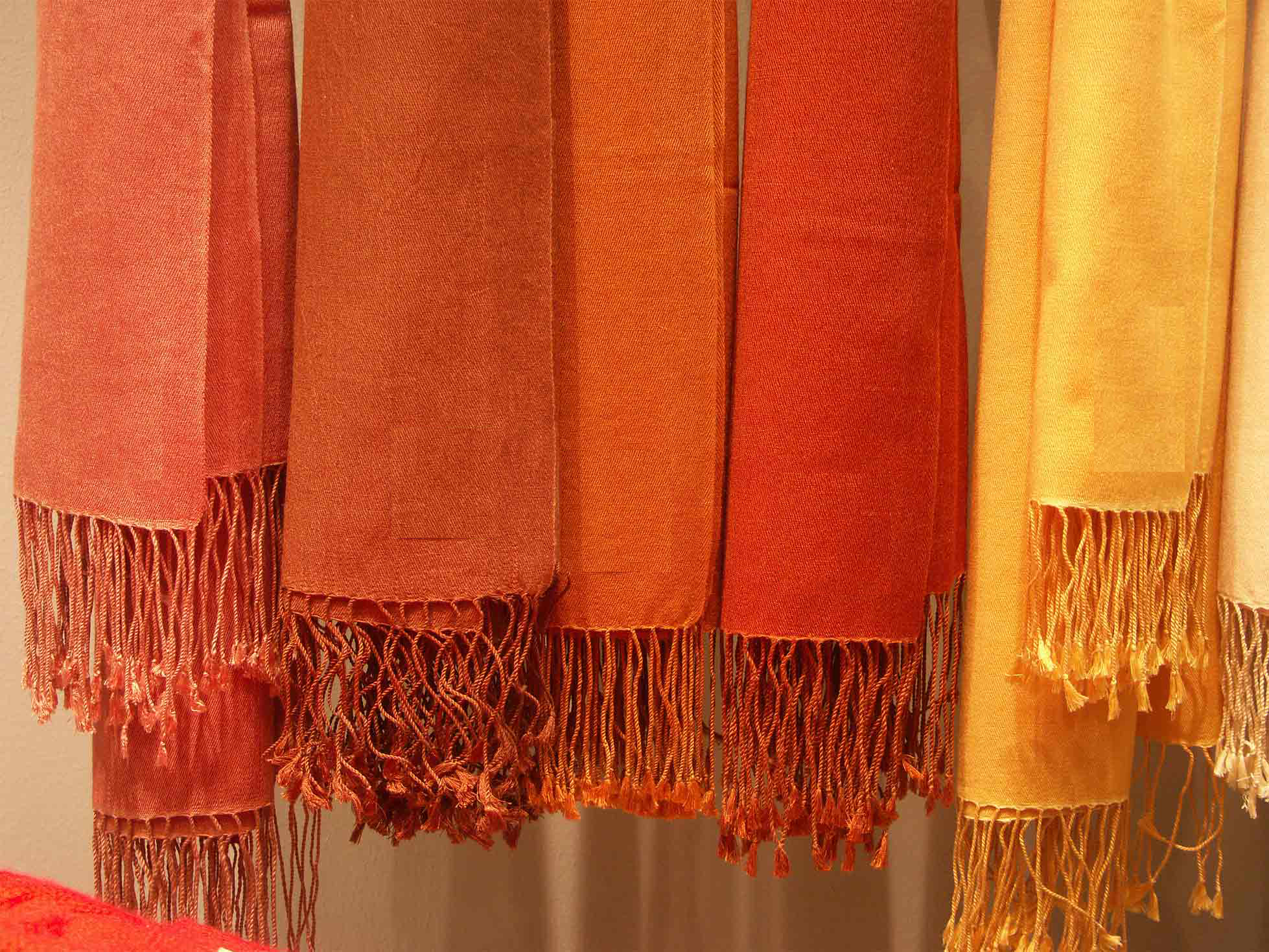
Šály ze směsi pašmína/hedvábí (House of Pashmina v Hamburku 2006)

První informace o rozsahu výroby se dostaly na veřejnost teprve koncem 18. století, kdy bylo zaznamenáno 16 000 tkalcovských stavů. Na začátku 20. století výroba téměř zanikla, k určitému oživení došlo pak po zavedení výroby šálů s výšivkami. V roce 2004 se odhadoval počet tkalců v Kašmíru na 3000 až 3500, při čemž tkaní jednoho šálu trvá jeden až dva týdny. Dodávky pašmínové vlny v přepočtu na šály z čisté pašmíny dávaly 65 000 kusů ročně (při výrobě směsí s jinými materiály se jedná o vyšší množství).
V Kašmíru se zabývá asi 40 000 žen vyšíváním, asi 10 % z nich ovládá velmi jemný tzv. sozani steh na šálech z čisté pašmíny. Alternativně se tkaniny také potiskují (dřevěným válcem). Většina výrobců šálů je ekonomicky závislá na obchodnících, kteří organizují a financují několikatýdenní proces výroby od pastviny až po hotový šál s výšivkami.

## Použití
Z tkanin se zhotovují zejména šály a šerpy.
Standardní velikost šálu se udává s 260 × 91 cm a váha 80–100 g/m2, pánský šál (nebo šerpa) měří 274 × 137 cm. V roce 2000 se v USA prodávaly v maloobchodě jednobarevné šály až za 2500 USD, šály s výšivkami po celé ploše až 6500 USD 
S označením Pashmina (nebo pašmína) se stále častěji nabízejí tkaniny ze směsi kašmír/hedvábí (70/30). Protože to není chráněná obchodní značka, mohou se pod tímto jménem v obchodě vyskytnout také zcela podřadné výrobky.
Pašmíně blízká je její napodobenina nazývaná pattű, která však obsahuje směs vlny a bavlny. Jinou podobnou látkou vyráběnou v téže oblasti je tzv. namda, plst z bílé vlny vyšívaná hedvábím.
Podrobná analýza trhu s pašmínou v roce 2015 se dá zakoupit za 2800 USD.